# 벨코 카디예비치
벨코 카디예비치(세르보크로아트어: Veljko Kadijević, 세르비아어: Вељко Кадијевић, 1925년 11월 21일 ~ 2014년 11월 2일)는 유고슬라비아 인민군(JNA)과 세르비아의 군인이다. 1988년부터 1992년 사임할 때까지 유고슬라비아의 국방부 장관이었으며, 10일 전쟁 및 크로아티아 독립 전쟁 초기까지 사실상 유고슬라비아 인민군의 총사령관으로 활동했다.

## 어린 시절
카디예비치는 1925년 11월 21일 세르브인 크로아트인 슬로벤인 왕국(이후 유고슬라비아 왕국으로 개칭)의 이모트스키 근처에 있는 작은 마을인 글라비나 도냐(Glavina Donja)에서 태어났다. 아버지인 두샨 카디예비치는 세르브인으로 스페인 내전에 참전해 1936년 스페인에서 사망하였고 어머니인 야냐 파트를은 크로아트인 민족이었다. 카디예비치는 스스로를 "친유고슬라비아 세르브인"이라고 칭했다.
카디예비치는 제2차 세계 대전 중인 1941년 독일군이 유고슬라비아를 침공하자 유고슬라비아 파르티잔에 합류하였다. 1943년에는 유고슬라비아 공산당에 가입하였다. 카디예비치는 파르티잔에서 중요한 임무들을 맡았으며 종전 후에도 군인으로 남아 베오그라드에 있는 세르비아 사관학교와 미국 캔자스주 포트 레이븐워스에 있는 미국 육군지휘참모대학교(CGSC)를 수료하였다.

## 국방장관 시절
카디예비치는 1988년 5월 15일 유고슬라비아 사회주의 연방공화국의 제5대 국방장관이 되었다. 1990년 유고슬라비아 공산주의자 동맹이 붕괴되자 공산주의자 동맹-유고슬라비아 운동의 발기인 중 한 명으로 합류하였다.
친 슬로보단 밀로셰비치 파인 보리샤프 요비치는 1990년 6월 27일 유고슬라비아의 국방부 장관인 벨코 카디예비치와 만나 크로아티아와 슬로베니아와 관련하여 "국경을 그린 후 그들 스스로 자기의 결정을 통해 선언함으로써" 유고슬라비아에서 강제로 쫓아내자고 제안하는 데 동의하였다고 밝혔다. 다음날 요비치는 밀로셰비치한테도 이에 대해 허가를 받았다고 말했다. 하지만 카디예비치는 유고슬라비아에 충성했지 대세르비아에 찬동하진 않았다. 카디예비치는 만약 슬로베니아가 유고슬라비아에서 나간다면 유고슬라비아는 붕괴될 것이라고 생각했으며 따라서 요비치와는 혹시 모를 국가 붕괴를 막기 위해 슬로베니아에 계엄령을 내리고 유고 인민군을 동원할 가능성에 대해 논의한 것이며 탈퇴를 막기 위해선 탈퇴한 공화국과 기꺼이 전쟁도 할 것이라고 말했다. 카디예비치는 유고슬라비아 내에 일어난 정치위기와 민족갈등은 해외 정부가 조장한 것이라고 생각했는데, 특히 독일이 발칸반도에 영향력을 행사하기 위해 일부로 유고슬라비아를 붕괴시키러 한다고 생각했다. 카디예비치는 크로아티아의 투지만 정부가 파시스트적이라고 주장했으며 세르비아인은 크로아티아의 "무장세력"으로부터 보호받을 권리가 있다고 생각했다.
1991년 3월 12일, 육군 수뇌부는 유고슬라비아의 대통령직과 회동하여 군부가 국가를 장악할 수 있도록 하는 비상사태를 선포해 달라고 설득하였다. 당시 총사령관이었던 카디예비치는 아래와 같이 말하면서 국가를 파괴하려는 음모가 도사리고 있다고 말했다.
유고슬라비아를 파괴하기 위한 음험한 계획이 세워지고 있다. 1단계는 내전이다. 2단계는 해외의 개입이다. 그러면 유고슬라비아 전역에 괴뢰정권이 세워지게 될 것이다.— 벨코 카디예비치, 1991년 3월 12일.

1991년 3월 요비치는 카디예비치와 육군이 위기를 벗어나기 위한 방안 중 하나로 쿠데타를 일으키는 것을 모색했다가 4일 만에 마음을 바꿨다고 말했다. 카디예비치는 이에 대해 "요비치가 거짓말을 하고 있는 것이다"라고 답했다. 카디예비치는 1991년 3월 만남은 부크 드라슈코비치가 일으킨 베오그라드의 거대 시위가 일어난 지 이틀 후에 요비치 집무실에 만난 것이며 밀로셰비치가 카디예비치를 초청하여 온 것인데, 그 자리에서 밀로셰비치가 카디예비치한테 군사 쿠데타를 통해 군대가 나라 전역을 장악해 달라고 요청했다는 것이라고 말했다. 카디예비치는 밀로셰비치에게 단호하게 자기 혼자서 그러한 결정을 내릴 수 없으며, 군 수뇌부와 이 요청을 논의한 후 나중에 요비치 집무실에 최종 결정을 알리겠다고 답했다고 말했다. 이후 카디예비치는 논의 끝에 정부를 전복하겠다는 시도는 하지 않겠다고 결정했으며 이 결정을 서면으로 요비치 집무실에 통보했다고 하였다. 여기에 대하여 요비치는 그러한 서면 문서가 존재하지 않는다고 말했다.
안테 마르코비치는 대통령직 회의가 원하는데로 이우러지지 못하자 카디예비치의 육군은 마르코비치를 만나 분리주의를 행하는 공화국을 상대로 쿠데타를 일으키겠다고 제안했다고 말했다. 마르코비치는 회의 도중 카디예비치에게 "밀로셰비치를 체포하는데 실패"하였다고 말했다. 카디예비치는 "유고슬라비아를 위해 싸우는 사람은 그(밀로셰비치) 혼자이다. 그가 없었다면 우리는 이런 제안을 할 수도 없었을 것"이라고 말했다. 마르코비치는 군사 동원 계획을 거부하면서 이후 카디예비치와 마르코비치가 결렬하게 되었다.
그럼에도 기본적으로 유고슬라비아 연방 수호를 주창하던 카디예비치는 1991년 5월에 연방과 공화국 관료들에게 "스스로 평화를 보장하는 데 실패한다면, 유고슬라비아군이 스스로 평화를 강제로 만들 것이다"라고 발언하기도 하였다. 1991년 중순 슬로베니아가 독립하는 10일 전쟁이 일어나자 6월 30일 국방장관 카디예비치는 예상 외로 심한 슬로베니아의 저항을 뚫기 위해 유고슬라비아 연방 대통령직에 슬로베니아에 대한 대규모 공격을 제안하였다. 하지만 대통령직의 세르비아 대표 보리사브 요비치는 세르비아가 슬로베니아에 대한 추가 군사 행동을 지지하지 않겠다고 하면서 군에 큰 충격을 주었다.
1992년 1월 유럽 공동체 감독 활동의 헬리콥터가 격추되는 사건으로 당시 유고슬라비아 공군 사령관이었던 즈본코 유레비치 준장은 정직 처분을 받았다. 카디예비치는 격추 사건에 대해 사과를 하고 사임하였다.

## 사임 이후
2001년 봄 구유고슬라비아 국제형사재판소(ICTY)는 카디예비치를 소환하러 시도하였다. 증인으로 소환될 예정이었으나 소환장을 받은 지 수 시간 만에 러시아 모스크바로 도주하였다. 2001년부터 모스크바에 거주하기 시작한 카디예비치는 2005년 난민 신청을 했고 2008년 8월 13일 드미트리 메드베예프 러시아 대통령의 칙령으로 러시아 국적을 취득하였다.

## 크로아티아의 기소
카디예비치는 1992년 11월 벨로바르 지방법원에서, 2002년 부코바르 지방법원에서, 2006년 5월 오시예크바라냐주에서 총 3차례 기소되었다. 2007년 3월 21일 크로아티아 내무부는 카디예비치에게 "민간인을 상대로 한 전쟁 범죄" 혐의로 기소장을 발부하였다. 인터폴은 2007년 3월 23일 체포영장을 발부하였다. 카디예비치가 러시아 국적을 취득하자 크로아티아 정부는 러시아에 카디예비치의 신병을 인도하라고 요구하였다.
하지만 러시아 정부에서 신병 인도를 거부하고 모스크바에서 거주하다 2014년 11월 2일 모스크바 자택에서 사망하였다.

## 서훈
- 유고슬라비아 적성띠훈장
- 사회주의 노동영웅 훈장
- 유고슬라비아 적기띠훈장
- 공화국 황금화관훈장
- 인민군 왕관훈장
- 유고슬라비아 금성군사수훈훈장
- 형제애와 통일 황금화관훈장
- 인민군 금성훈장
- 용맹훈장
- 유고슬라비아 금검군사수훈훈장
- 파르티잔 소총적성훈장
- 유고슬라비아 은검군사수훈훈장